# 자유고등학교
자유고등학교(自由高等學校)는 대한민국 전북특별자치도 고창군 고창읍 교촌리에 있는 사립 고등학교이다.

## 학교 연혁
- 1945년 10월 9일 : 『고창고등여학교 기성회』 조직
- 1945년 12월 16일 : 『고창고등여학교』 개교 및 제1회 입학식(읍내리 163번지)
- 1946년 1월 15일 : 『고창고등여학교』 설립인가(4년제)
- 1948년 10월 7일 : 『재단법인 고창여자중학교』 인가(교촌리 75번지)
- 1949년 4월 1일 : 『고창고등여학교』 를 『고창여자중학교』(6년제) 로 개칭
- 1955년 4월 15일 : 학제 개편에 따라 고창여자고등학교 교명 사용 (복교 제1회 입학식)
- 1956년 2월 2일 : 고창여자고등학교(교촌리 75번지) 설립 인가(보통과 1학급)
- 1960년 5월 6일 : 고창읍성(읍내리 125의 9번지)으로 이전
- 1983년 10월 31일 : 학급 증설(학년당 6학급)
- 1985년 12월 26일 : 학교법인 학산학원 설립, 학산 정규진 이사장 취임
- 1986년 11월 28일 : 고창여자 중ㆍ고등학교(교촌리 295번지) 이전
- 2006년 8월 16일 : 학산관 신축
- 2010년 8월 19일 : 학과 개편 (보통과 7학급, 조리과학과 1학급)
- 2024년 2월 6일 : 제67회 졸업식 (졸업생 89명, 총 13,348명)
- 2024년 3월 1일 : 자유고등학교로 교명변경(남녀공학으로 전환)
- 2024년 3월 4일 : 2024학년도 입학식 (1학년 5학급)
- 2024년 9월 1일 : 제17대 권영민 교장  취임

## 참고 자료
- 자유고등학교 - 한국교육학술정보원 학교알리미